# Молода кров (фільм, 2015)
«Молода кров» (оригінальна назва: «З високо піднесеною головою»; фр. La tête haute) — французька драма режисера Еммануель Берко 2015 року з Катрін Денев у головній жіночій ролі. Показом фільму 13 травня 2015 року було відкрито 68-й Каннський кінофестиваль. Фільм було номіновано у 8 категоріях на здобуття кінопремії «Сезар» 2016 року (зокрема, за найкращий фільм та найкращу режисерську роботу), у двох з яких він отримав нагороди .

## Сюжет
Малоні (Род Парадо), якого ще у 6-річному віці покинула мати, постійно потрапляє до суду у справах неповнолітніх. Дитячий суддя передпенсійного віку Флоренс (Катрін Денев) та соціальний працівник Янн (Бенуа Мажимель), у якого також було важке дитинство, переймаються долею юного злочинця, намагаючись його врятувати. В освітньому центрі із суворими правилами, куди відправлено Малоні, він знайомиться з молодою дівчиною Тесс, завдяки якій у хлопця з'являється надія.

## У ролях
| Актор(ка)       |   | Роль               |
| --------------- | - | ------------------ |
| Катрін Денев    | … | суддя Флоренс Блак |
| Род Парадо      | … | Малоні             |
| Бенуа Мажимель  | … | Янн                |
| Сара Форестьє   | … | мати               |
| Даян Руксель    | … | Тесс               |
| Елізабет Мавез  | … | Клодін             |
| Крістоф Мейне   | … | містер Робін       |
| Людовік Бертійо | … | Людо               |

## Прем'єри фільму
- Франція — 14 травня 2015
- Україна — 27 серпня 2015

## Визнання
| Нагороди та номінації фільму Молода кров | Нагороди та номінації фільму Молода кров   | Нагороди та номінації фільму Молода кров | Нагороди та номінації фільму Молода кров | Нагороди та номінації фільму Молода кров | Нагороди та номінації фільму Молода кров |
| Рік                                      | Нагорода                                   | Категорія                                | Номінант                                 | Результат                                |                                          |
| ---------------------------------------- | ------------------------------------------ | ---------------------------------------- | ---------------------------------------- | ---------------------------------------- | ---------------------------------------- |
| 2015                                     | Кінофестиваль романтичних фільмів у Кабурі | «Золотий Сван» найкращому актору         | Бенуа Мажимель                           | Перемога                                 |                                          |
| 2015                                     | Кінофестиваль романтичних фільмів у Кабурі | Приз «Перше побачення»                   | Род Парадо                               | Перемога                                 |                                          |
| 2016                                     | Премія «Люм'єр»                            | Найкращий молодий актор                  | Род Парадо                               | Перемога                                 |                                          |
| 2016                                     | Премія «Сезар»                             | Найкращий фільм                          | Молода кров                              | Номінація                                |                                          |
| 2016                                     | Премія «Сезар»                             | Найкращий режисер                        | Еммануель Берко                          | Номінація                                |                                          |
| 2016                                     | Премія «Сезар»                             | Найкраща акторка                         | Катрін Денев                             | Номінація                                |                                          |
| 2016                                     | Премія «Сезар»                             | Найперспективніший актор                 | Род Парадо                               | Перемога                                 |                                          |
| 2016                                     | Премія «Сезар»                             | Найперспективніша акторка                | Даян Руксель                             | Номінація                                |                                          |
| 2016                                     | Премія «Сезар»                             | Найкраща акторка другого плану           | Сара Форестьє                            | Номінація                                |                                          |
| 2016                                     | Премія «Сезар»                             | Найкращий актор другого плану            | Бенуа Мажимель                           | Перемога                                 |                                          |
| 2016                                     | Премія «Сезар»                             | Найкращий сценарій                       | Еммануель Берко, Марсія Романо           | Номінація                                |                                          |